# Entodon taiwanensis
Entodon taiwanensis là một loài rêu trong họ Entodontaceae. Loài này được C.K. Wang & S.H. Lin mô tả khoa học đầu tiên năm 1975.